# Kuroiwa Ruikō

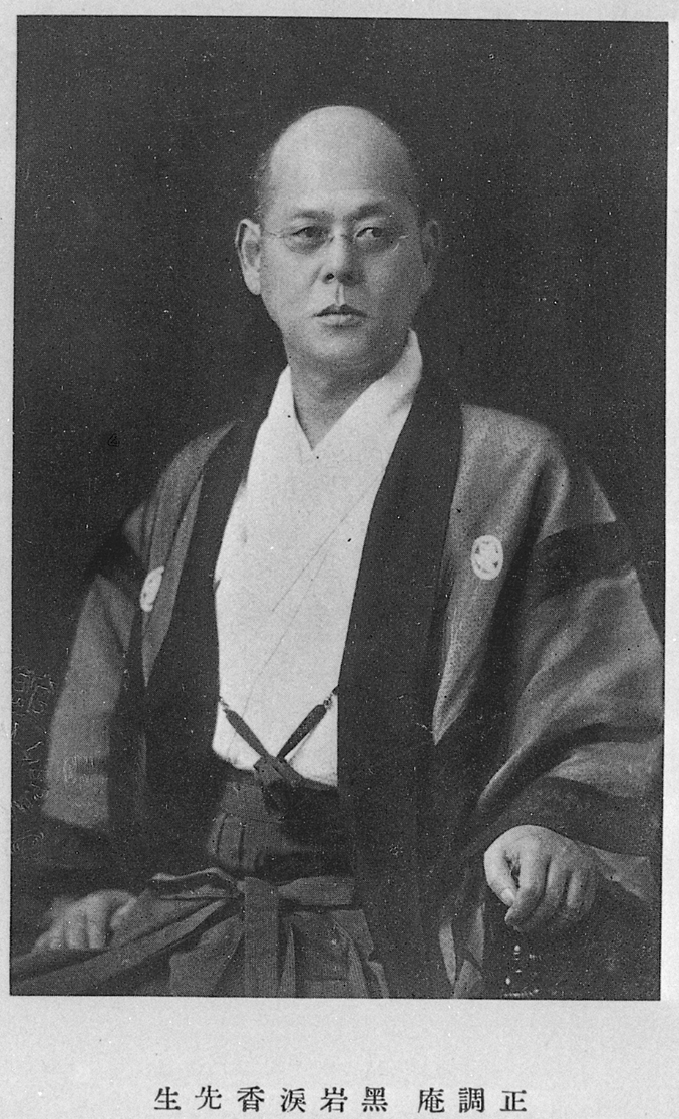
Kuroiwa Ruikō

Kuroiwa Ruikō (japanisch 黒岩 涙香, eigentlich Kuroiwa Shūroku; geboren 20. November 1862 in Kreis Aki, Provinz Tosa (heute Stadt Aki, Präfektur Kōchi); gestorben 6. Oktober 1920) war ein japanischer Schriftsteller, Übersetzer und Journalist.

## Leben und Wirken
Kuroiwa Ruikō wurde als zweiter Sohn des als Bauer lebenden Samurai (郷士) Kuroiwa Ichirō (黒岩 市郎) geboren. Er beschäftigte sich schon früh mit altchinesischer Literatur (漢文, Kambun), ging nach Tokio und schrieb sich an der „Keiō Gijuku“ (慶應義塾), der Vorläufereinrichtung der Keiō-Universität, ein. Er schloss sich der „Bewegung für Demokratie und Menschenrechte“ (自由民権運動, Jiyū minken undō) an, wurde bald in politische Auseinandersetzungen verwickelt und verließ die Schule.
Nachdem er ein Buch über Politik publiziert hatte, wurde er Herausgeber der Zeitung „Dōmei Kaishin Shimbun“. Als 1883 die Zeitung bankrottging, war Kuroiwa längere Zeit auf der Suche nach einer neuen Aufgabe. 1889 wurde er Mitarbeiter der „Miyako Shimbun“ (都新聞), überwarf sich aber 1892 mit dem Chef. Er begann im selben Jahr eine eigene Zeitung unter dem Namen „Yorozu Chōhō“ (萬朝報), etwa „Vollständige Information am Morgen“, herauszugeben. Die Zeitung gewann schnell Zuspruch wegen ihres Abdrucks von westlichen Novellen in Serienform und wegen ihrer groß aufgemachten Reportagen zu sozialen Fragen und Skandalen, darunter zum Siemens-Skandal. Die Zeitung richtete sich in ihren Artikeln gegen den Einfluss der alten Domänen-Cliquen (藩閥, Hambatsu). 
Ab 1900 hatte Kuroiwa Uchimura Kanzō, Kōtoku Shūsui und Sakai Toshihiko als Mitarbeiter für die Zeitung gewinnen können. Als 1903 in Japan ein Krieg mit Russland diskutiert wurde und Kuroiwa entschieden für einen solchen Krieg eintrat, verließen die pazifistisch gestimmten Drei die Zeitung.
Kuroiwa pflegte Kontakte zu Pädagogen, religiösen Führern und Schriftstellern und beeinflusste mit seiner Tätigkeit die öffentliche Meinung. 1915 gehörte er zu den Unterstützern des 2. Ōkuma-Kabinetts. 
Zu seinen Publikationen gehören 
- „Gankutsuō“ (巌窟王) aus den Jahren 191 bis 1902, eine Übersetzung von Dumas „Der Graf von Monte Christo“,
- „Aa mujō“ (噫無情) aus den Jahren 191 bis 1902, eine Übersetzung von Hugos „Die Elenden“,
- „Tekkamen“ (鉄仮面), eine Übersetzung von „Die Eiserne Maske“.